# 鳥居充子
鳥居 充子（とりい みつこ、1943年8月9日 - ）は、日本の陸上競技の選手である。
1964年東京オリンピックで女子走高跳に出場した。 

## 参照資料
1. ↑  “Mitsuko Torii Olympic Results”.  Sports Reference LLC. 2020年4月17日時点のオリジナルよりアーカイブ。2017年12月29日閲覧。